# Oryzoborus angolensis
Oryzoborus angolensis е вид птица от семейство Тангарови (Thraupidae).

## Разпространение
Видът е разпространен в Аржентина, Белиз, Боливия, Бразилия, Венецуела, Гватемала, Гвиана, Еквадор, Колумбия, Никарагуа, Панама, Парагвай, Перу, Суринам, Тринидад и Тобаго, Френска Гвиана и Хондурас.